# Bonn-Zentrum

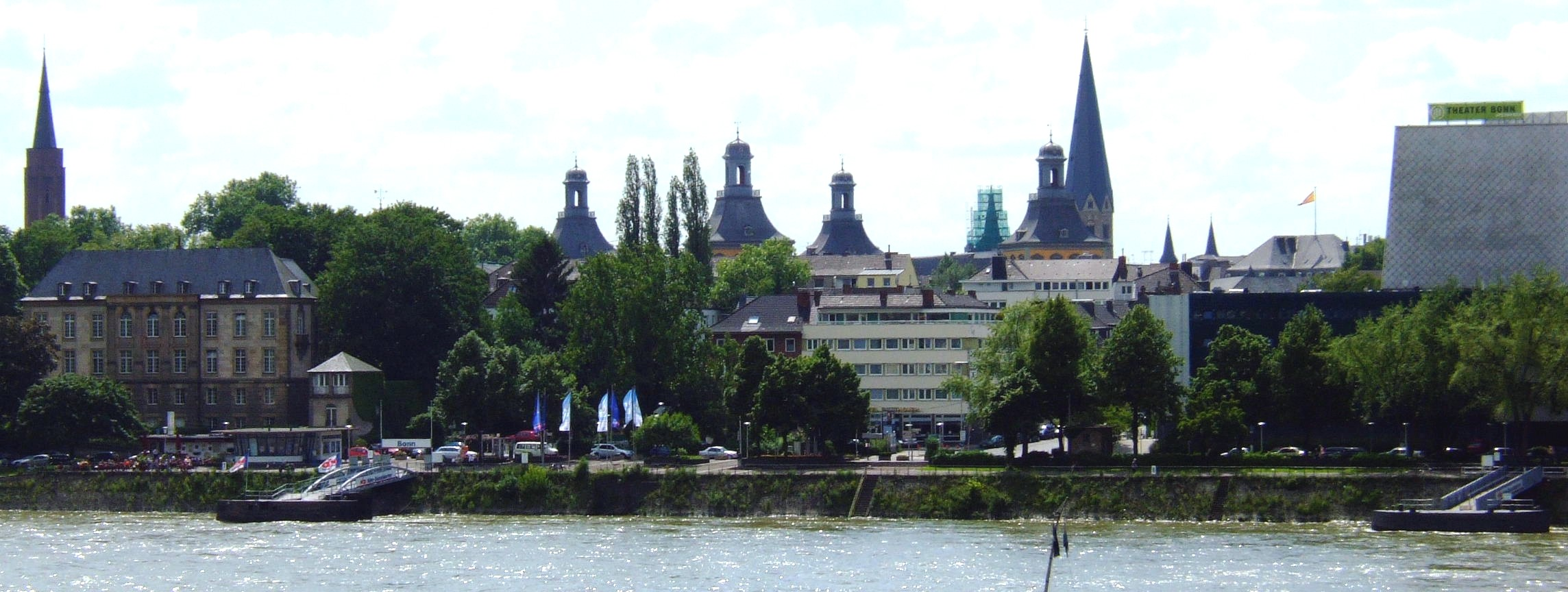
Blick auf Bonn-Zentrum

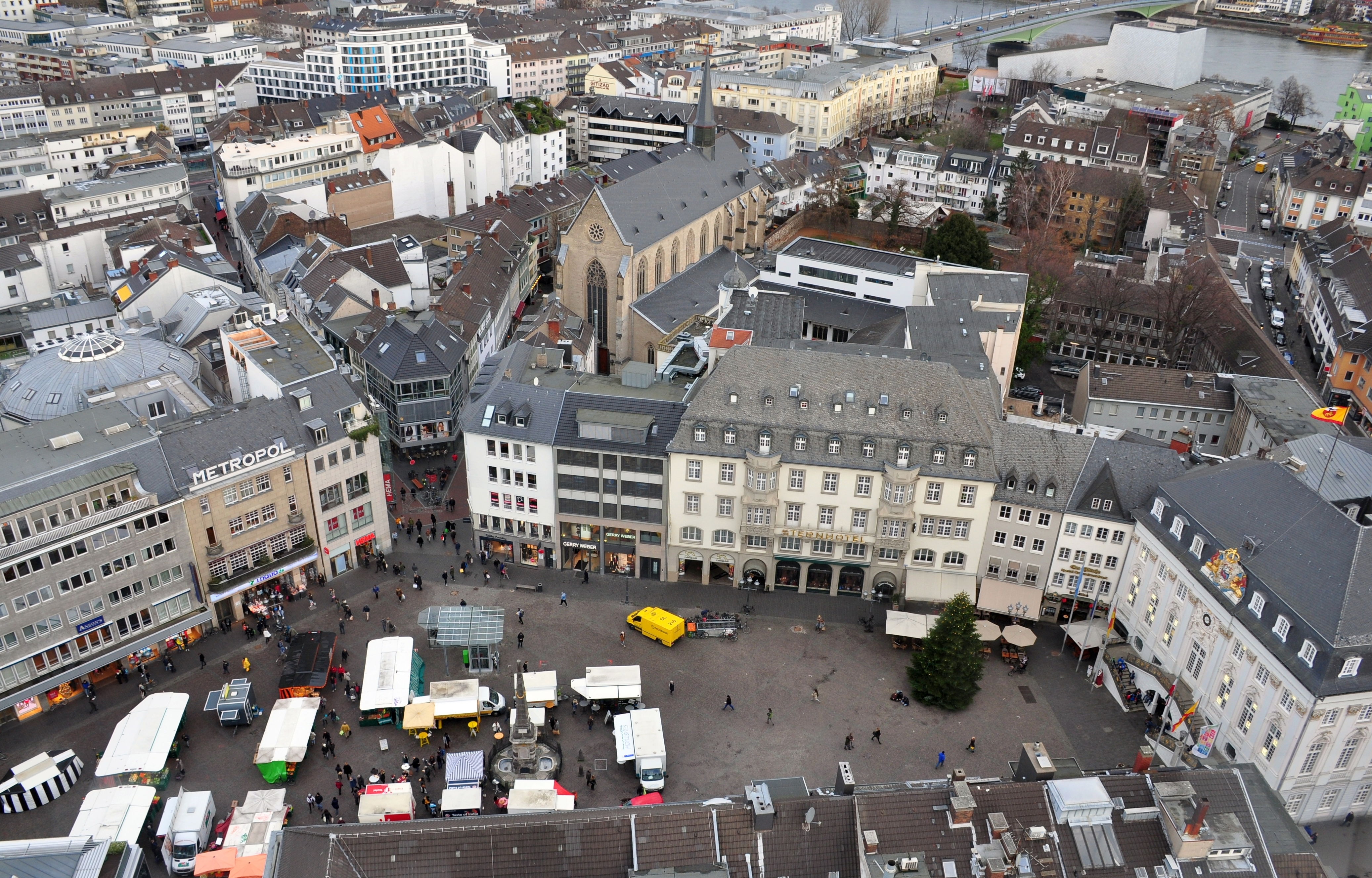
Marktplatz, Altes Rathaus, St. Remigius-Kirche, Opernhaus

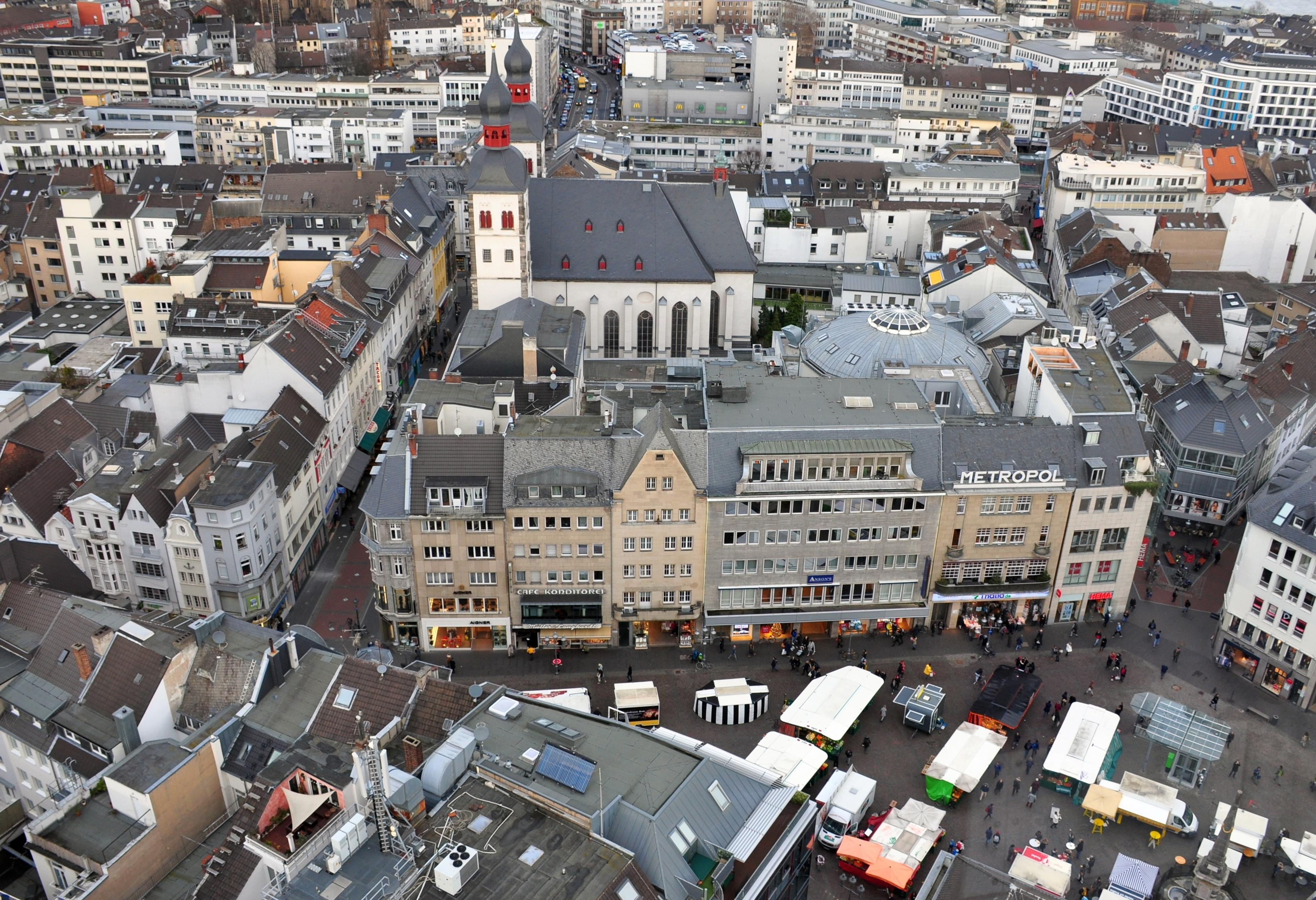
Marktplatz (Westteil), links Bonngasse, Namen-Jesu-Kirche

Bonn-Zentrum ist der Ortsteil der Bundesstadt Bonn im Stadtbezirk Bonn, der die Bonner Innenstadt umfasst. Nahe dem Rhein gelegen, ist sie Standort vieler Sehenswürdigkeiten und soziales, kulturelles und Einkaufszentrum der Stadt.

## Lage und Flächenaufteilung
Bonn-Zentrum wird im Osten durch den Rhein begrenzt, mit der Kennedybrücke angebunden liegt Beuel-Mitte auf der anderen Flussseite. Im Norden grenzt es an der Straße Wachsbleiche an Bonn-Castell, im Nordwesten hinter dem Stadthaus an die Nordstadt und im Süden mit Bahngleisen und der Quantiusstraße an Weststadt und Südstadt. Das Gebiet umfasst 85 Hektar. Der Ortsteil entspricht in etwa den Statistischen Bezirken Zentrum-Münsterviertel und Zentrum-Rheinviertel.
Den Großteil des Ortsteils bildet die eigentliche Innenstadt, die schrittweise ab 1967 eingerichtete Fußgängerzone. Ihre zentrale Achse verläuft vom Bertha-von-Suttner-Platz im Norden über den Marktplatz, Remigiusplatz (Blumenmarkt) und Münsterplatz bis zum Bahnhofsvorplatz. Westlich davon liegen noch der Friedensplatz, Bottlerplatz und Mülheimer Platz, östlich der Kaiserplatz. Friedens- und Marktplatz sind mit der Sternstraße verbunden, daneben existiert eine Vielzahl weiterer Straßen. Der höchste Punkt der Bonner Innenstadt liegt mit 61,69 m ü. NHN in der Acherstraße nahe dem Remigiusplatz; am Hauptbahnhof und am Kaiserplatz fällt sie bis auf 56 m ab.
Rund um die Fußgängerzone führte bis 2022 ein City-Ring genannter Einbahnstraßenring. Zu Bonn-Zentrum gehören außerdem noch das Gebiet um den Stiftsplatz im Norden, die ehemaligen Rheinviertel am Flussufer sowie ein primär mit größeren Bürogebäuden bebautes Dreieck zwischen Altem Friedhof und Bahngleisen.

## Geschichte
In fränkischer Zeit und endgültig im 9. und 10. Jahrhundert entwickelte sich im Bereich des Bonner Münsters ein geistliches Zentrum, die Villa Basilika, und im Bereich des heutigen Marktes eine Marktsiedlung. Der Zuzug der Kurfürsten und die Gründerzeit verursachten größere Wachstumsschübe. Im Zweiten Weltkrieg kam es zu massiven Beschädigungen und zur Zerstörung der gesamten Bebauung am Rheinufer des ehemaligen Rheinviertels. Dieses Viertel wurde nach dem Krieg neu aufgebaut, ohne die alte Stadtgliederung zu berücksichtigen, und lässt heute nicht mehr erahnen, dass hier eines der ältesten Stadtviertel Bonns lag. Der Teil des Zentrums um Markt und Münster ist vor einer vollkommenen Zerstörung verschont geblieben, sodass die relativ wenigen Kriegslücken in der Nachkriegszeit mit modernen Gebäuden bebaut wurden, die jedoch zum größten Teil den alten Gebäuden ähneln. Dadurch blieb das historisch geprägte Stadtbild in diesem Teil des Zentrums erhalten.

## Bevölkerung
Das Bonner Zentrum hat 5000 Einwohner, etwa 1,6 % der Bonner Gesamtbevölkerung. Seit 1990 ist die Einwohnerzahl um fast 19 % gesunken. Das Durchschnittsalter liegt bei 39 Jahren. 40 % sind katholisch, 21 % evangelisch und 26 % Zuwanderer. Es stehen ca. 3200 Wohnungen zur Verfügung, insbesondere die oberen Stockwerke über Ladenlokalen stehen oft leer.

## Bauwerke

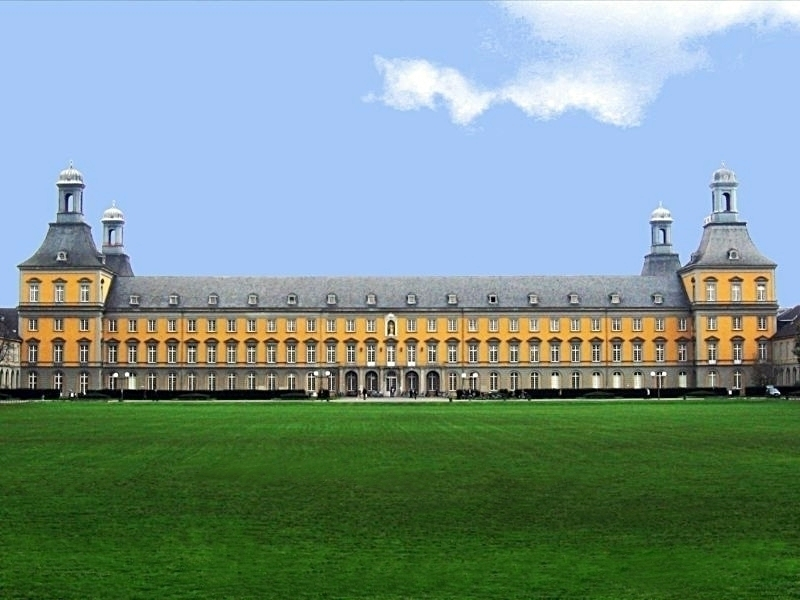
Kurfürstliches Schloss

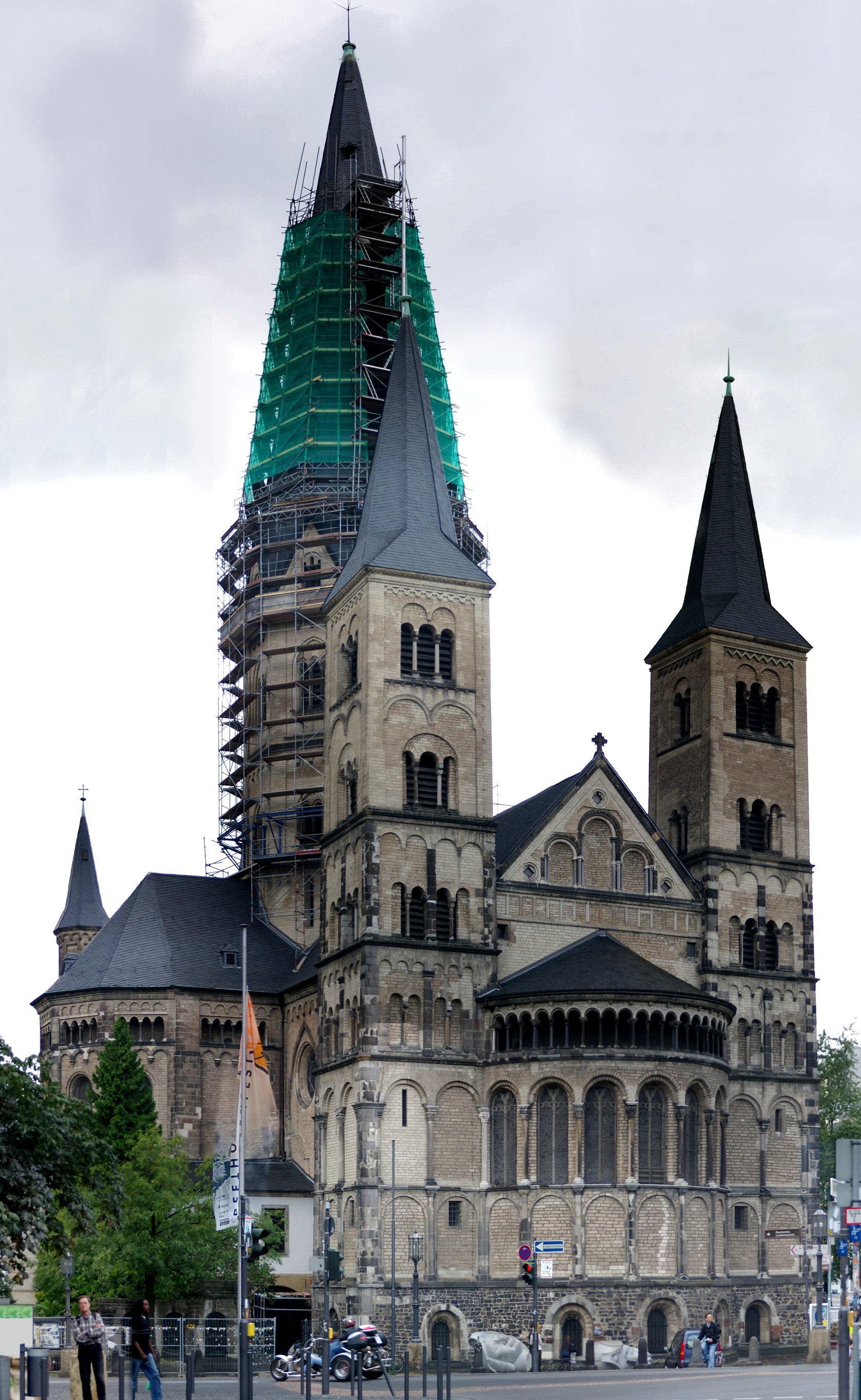
Bonner Münster

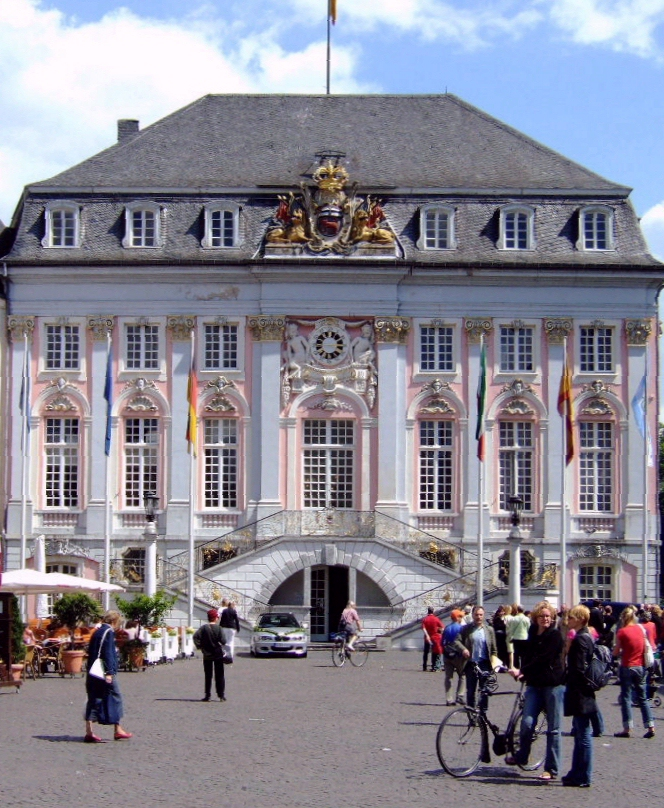
Altes Rathaus

Am Südende der Innenstadt liegt das Kurfürstliche Schloss, heute Sitz der Rheinischen Friedrich-Wilhelms-Universität. Mit seinen vier Ecktürmen ist es eines der markantesten Gebäude im Stadtbild und seine große Längenausdehnung bestimmt den Straßenverlauf in der Umgebung. Zum Schloss gehören der Hofgarten und das Akademische Kunstmuseum.
Das höchste Gebäude ist dagegen das 81,4 m hohe Bonner Münster am Münsterplatz. Weitere Gotteshäuser sind die Remigiuskirche in der Brüdergasse (früher Brüderkirche), in der sich das Becken, in dem Beethoven getauft wurde, befindet, die Stiftskirche, die Kreuzkirche am Kaiserplatz, die Schlosskapelle und die Namen-Jesu-Kirche in der Bonngasse. Collegium Albertinum und Collegium Leoninum sind sehenswerte Konviktbauten. Am Rand zur Nordstadt liegt der Alte Friedhof mit zahlreichen historisch bedeutenden Gräbern.
Weltliche Sehenswürdigkeiten sind das Alte Rathaus am Marktplatz, das Postamt am Münsterplatz, das Alte Stadthaus und die vielen Gründerzeithäuser. Nicht unbedingt als schön bekannt, aber auffällig ist auch das moderne Stadthaus. Der Bonner Hauptbahnhof stammt von 1883. Reste der alten Bonner Befestigungsanlagen finden sich am Sterntor (Vivatsgasse) und am Alten Zoll (Rheinufer).

## Kultur
Südlich der Kennedybrücke liegt die Oper Bonn, nördlich die Beethovenhalle. An den großen Komponisten erinnern auch sein Geburtshaus, das Beethoven-Haus in der Bonngasse, und eine Statue auf dem Münsterplatz.
Von den ursprünglich zahlreichen Kinos in der Innenstadt sind seit der Schließung des Metropol 2005 nur noch Stern und Woki (ehemals Universum) übrig geblieben.
Es gibt in der Bonner Innenstadt zahlreiche Restaurants und Gaststätten sowie einige kleinere Klubs.

## Wirtschaft
Die größten Geschäfte in der Innenstadt betreibt das Kaufhaus Kaufhof und der Elektronikfachmarkt Media Markt. Dazu kommt eine Vielzahl kleinerer Einzelhandelsgeschäfte und Gastronomiebetriebe.